# Валлейка, Алфредс
Алфредс Валлейка (Альфред Янович Валлейко) (латыш. Alfrēds Valleika; 8 (20) января 1889, Рига — 16 сентября 1941) — российский военный лётчик, латвийский военный деятель, основатель латвийской авиации.

## В России
Окончил Рижское реальное училище, затем техническое училище в немецком городе Митвайда, получив диплом инженера.
В ноябре 1913 года призван на службу в Русскую императорскую армию, служил во 2-й искровой роте (рота радиотелеграфистов) в Вильно. В составе роты с 30 сентября 1915 года участвовал в составе действующей армии в Первой мировой войне. Произведён в чин прапорщика (30.09.1915). В мае 1916 года был откомандирован в Военную школу летчиков-наблюдателей в Киеве. По окончании курса школы в июне 1916 года назначен в 5-й авиационный дивизион офицером-специалистом по радиотелеграфу в штабе дивизиона. Совершал боевые вылеты на разведку и на корректировку артиллерийского огня. Сбил 1 германский самолёт в воздушном бою 27 февраля 1917 года. За этот бой награждён орденом Святого Георгия 4-й степени.  
С мая 1917 года учился в Севастопольской военной авиационной школе. После Октябрьской революции в декабре 1917 года самовольно покинул школу, не желая сотрудничать с большевиками. Следующие полгода нелегально проживал в Петрограде и в Москве. 

## В Латвии
В июне 1918 года пробрался в Ригу, на то время оккупированную германскими войсками. После завершения Первой мировой войны, когда было объявлено о предстоящей эвакуации германских войск, с ноября 1918 года принимал активное участие в формировании рот обороны Риги по призыву Временного правительства Латвии во главе в Карлисом Ульманисом. Сам вступил в 1-ю роту обороны Риги. В декабре 1918 года направлен правительством за границу уполномоченным по закупке оружия для сил Национальной обороны. В период занятия Риги Красной Армией в январе-марте 1919 года нелегально скрывался в городе. В марте сумел покинуть город, перейти линию фронта и вступил в Латвийскую армию, зачислен в 1-ю Латвийскую отдельную бригаду освобождения Слоки рядовым. В ходе Гражданской войны участвовал в боях против красных в марте-мае 1919 года в районе Слоки и в операции по освобождению Риги. 
В мае-июне 1919 года сформировал Латвийский авиационный полк (первое авиационное формирование в Латвии) и 7 июня 1919 года назначен её командиром. В июле группа под его командованием захватила 4 германских самолёта, из которых 2 удалось отремонтировать. Так началась история латвийской авиации, а Алфредс Валлейка (сменил имя на латышский вариант) получил славу «отца латвийской авиации». 30 сентября 1919 года Авиационная группа была переименована в Авиационный парк Латвийской армии. Участвовал в боях против прогерманских вооружённых формирований — Прибалтийского ландесвера и Железной дивизии. Был произведён в чин старшего лейтенанта. 
Однако 3 ноября 1919 года был разжалован в рядовые «за поступок, недостойный звания офицера» и переведен на службу в пехоту. Назначен на должность командира взвода 1-го Партизанского полка, в составе которого принимал участие Освободительной войне Латвии, в боевых действиях в районе Риги против войск Западной Добровольческой армии П. Р. Бермондт-Авалова. С декабря 1919 года служил в роте велосипедистов 8-го Даугавпилского пехотного полка, с апреля 1920 года командовал взводом велосипедистов. 7 июля 1920 года за боевые отличия восстановлен в звании старшего лейтенанта и награждён Военным орденом Лачплесиса. В июле 1920 года возвращён в авиацию и направлен в Техническое управление Авиации Латвии, где служил лётчиком. В октябре 1920 года уволен из Латвийской армии по демобилизации.
Жил в Риге. Имел собственный бизнес по торговле ликёрами. В 1921 году основал Латвийский аэроклуб и стал его первым председателем. Состоял в военизированной организации «Айзсарги», в которой руководил авиационным отделом, а в 1929 году по его инициативе был создан авиационный полк. Поскольку в СССР эта организация считалась «профашистской», активная работа в «Айзсаргах» послужила причиной для последующих репрессий. После присоединения Латвии к СССР в июле 1940 года потерял работу, а во время Июньской депортации 1941 года был 14 июня 1941 года арестован со своей семьёй. Направлен в Усольлаг, где вскоре умер.

## Награды
Российская империя
- Орден Святого Георгия 4-й степени (24.09.1917, «за то, что 27-го февраля 1917 г. над мызой Курч уничтожил пулеметным огнем неприятельский аэроплан»)
- Орден Святого Станислава 3-й степени с мечами и бантом (16.12.1916, приказом по 5-й армии № 1162, «за успешное корректирование стрельбы по неприятельской батарее 16-го сентября 1916 г.»)
- Орден Святой Анны 3-й степени с мечами и бантом (10.03.1917, приказом по 5-й армии № 183)

Латвия
- Военный орден Лачплесиса 3-й степени (1920)
- Орден Трёх звёзд 5-й степени (1928)
- Орден Виестура 5-й степени с копьями (1939)